# Perissomastix bergeri
Perissomastix bergeri är en fjärilsart som beskrevs av László Anthony Gozmány. Perissomastix bergeri ingår i släktet Perissomastix och familjen äkta malar. Inga underarter finns listade i Catalogue of Life.